# 蒙卡布里耶
蒙卡布里耶（法語：Montcabrier，法語發音：[mɔ̃kabʁije]）是法国洛特省的一个市镇，位于该省西部，与多尔多涅省接壤，属于卡奥尔区。

## 地理
蒙卡布里耶（44°32'30"N, 1°4'27"E）面积21.75 平方千米，位于法国奧克西塔尼大區洛特省，该省份为法国西南部内陆省份，北起顺时针与科雷兹省、康塔爾省、阿韦龙省、塔恩-加龙省、洛特-加龍省和多尔多涅省接壤。
与蒙卡布里耶接壤的市镇（或旧市镇、城区）包括：卢布雅克、卡萨涅、迪拉韦勒、皮莱韦克、圣马丹勒勒东、索沃泰尔拉莱芒斯。

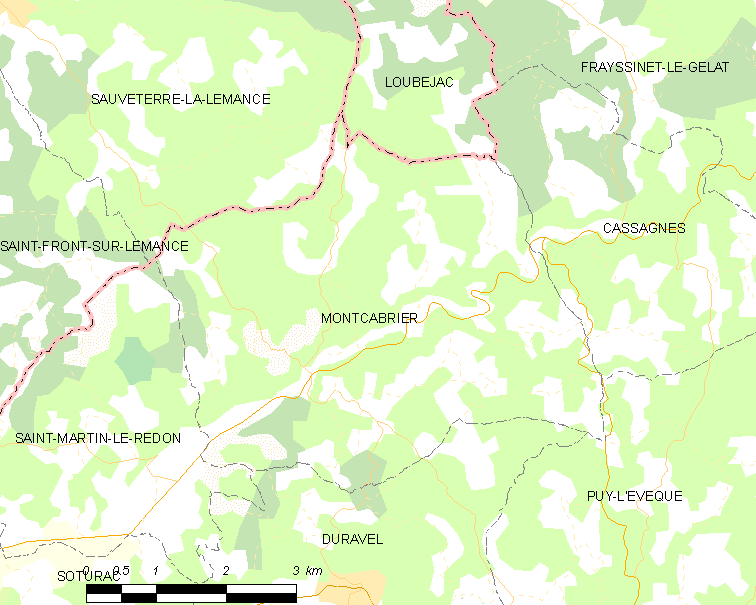
蒙卡布里耶的OSM定位图

蒙卡布里耶的时区为UTC+01:00、UTC+02:00（夏令时）。

## 行政
蒙卡布里耶的邮政编码为46700，INSEE市镇编码为46199。

## 政治
蒙卡布里耶所属的省级选区为皮莱韦克县。

## 人口

1962-2008年间蒙卡布里耶人口变化图示

蒙卡布里耶于2022年1月1日时的人口数量为342人。